# Кривцово-Плота
Кривцово-Плота — село в Должанском районе Орловской области России. Входит в состав Кудиновского сельского поселения.

## География
Село находится на расстоянии 12 км к северу от посёлка городского типа Долгое, административного центра района, и 134 км к юго-востоку от города Орёл, административного центра области.

### Часовой пояс
Село Кривцово-Плота, как и вся Орловская область, находится в часовой зоне МСК (московское время). Смещение применяемого времени относительно UTC составляет +3:00.

## Население
| 2002 | 2010 |
| ---- | ---- |
| 469  | ↘418 |

### Национальный состав
Согласно результатам переписи 2002 года, в национальной структуре населения русские составляли 96 % из 469 чел.

## Известные уроженцы
- Якунин, Анатолий Иванович (род. 1964) — российский государственный деятель, генерал-лейтенант.